# Prophecy of the Shadow
Prophecy of the Shadow est un jeu vidéo de rôle développé et publié par Strategic Simulations en 1992 sur DOS. Le jeu se déroule dans un univers médiéval-fantastique dans lequel la magie est en train de disparaitre et où la pratiquer est devenue illégale. Le joueur incarne un personnage doté de pouvoir magique accusé du meurtre de son maître, Larkin of Bannerwic.  

## Accueil
| Prophecy of the Shadow |      |       |
| Média                  | Pays | Notes |
| Datormagazin           | US   | 4/5   |
| Dragon                 | US   | 3/5   |
| Gen4                   | FR   | 85%   |
| Joystick               | FR   | 92 %  |